# Застава Кинеског Тајпеја (спортска)
Спортску заставу Кинеског Тајпеја користе спортски тимови Републике Кине (ROC) (још познати као Тајван), који се такмичарски под насловом " Кинески Тајпеј ". Прво су је почели користити током олимпијских игара уместо заставе Републике Кине. Олимпијска застава је у употреби од 1980. године, после одлуке коју је донео Међународни олимпијски комитет да се спортисти из Републике Кине не могу такмичити под тим именом или заставом.

## Дизајн и симболизам заставе
Застава симболизује плаво небо и бело сунце, што је амблем Републике Кине. То је уједно и амблем од Куоминтанга и кантона у застави Републике Кине. Дванаест зрака на белом сунцу представљају дванаест месеци и дванаест традиционалних кинеских сати (кин: 时辰 时辰), од којих је сваки сат сразмеран двома данашњих сати (кин: 小时 小时; дословно „мали сат") и симболизује дух напретка. Ова два симбола окружује стилизовани петоцветни пупољак кајсије, национални цветни симбол Републике Кине. Петолисни пупољак у себи има црвену, белу и плаву боју, боје заставе Републике Кине.
- Застава Универзијаде Кинеског Тајпеја
- Застава Параолимпијских игара Кинеског Тајпеја